# Эль-Абьяд
Эль-Абьяд (в прошлом также Бланко) — мыс на побережье Средиземного моря в Тунисе. В начале XX века считался крайней северной точкой Африки.
Расположен в 15 км к северо-западу от портового города Бизерта в одноимённом вилайете.
Частью историков отождествляется с Прекрасным мысом, упоминаемом в договорах Рима и Карфагена.